# Quionitas

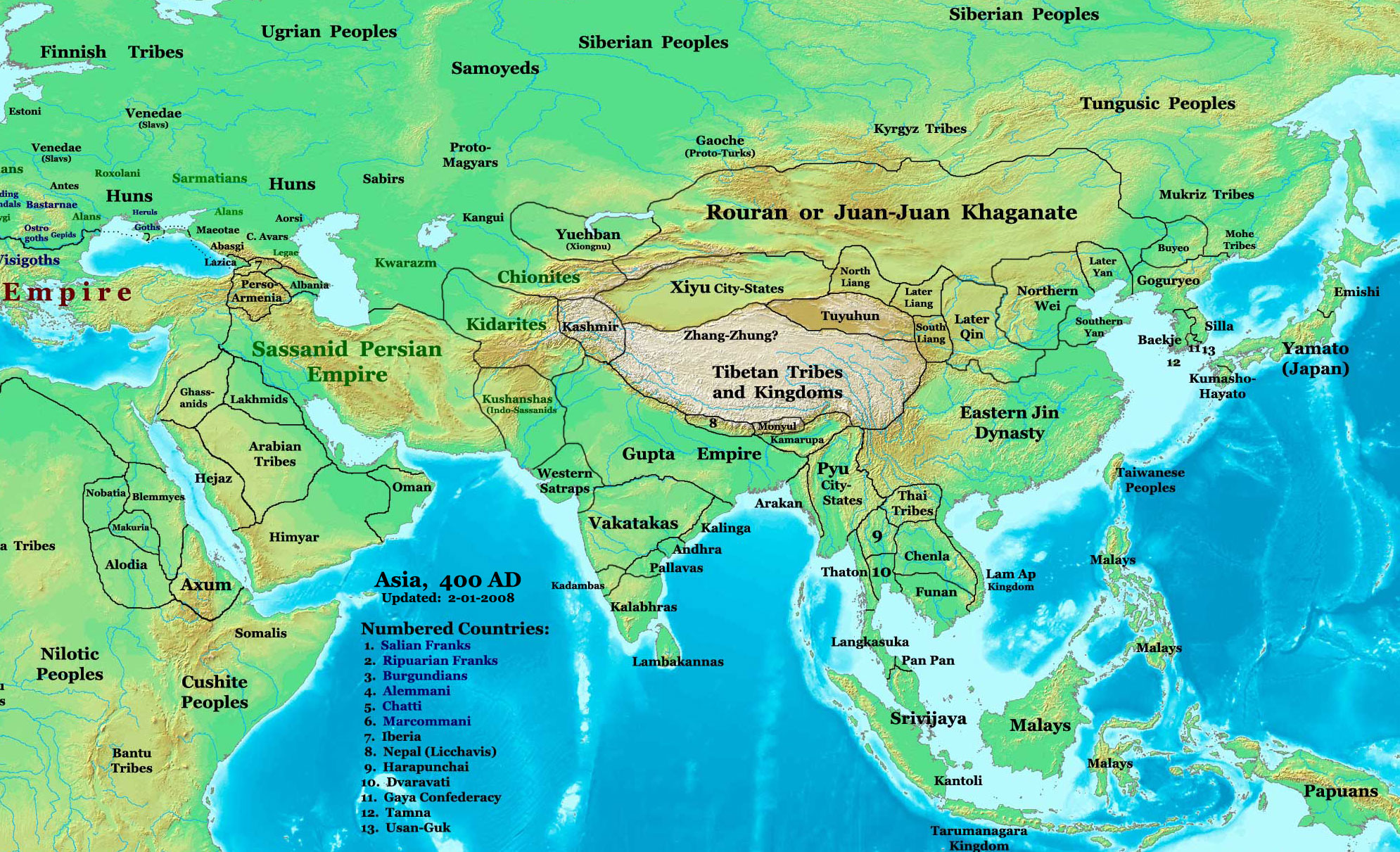
Mapa político-étnico da Ásia c. 400 onde aparecem os quionitas como chionites

Os quionitas (em latim: chionitae; em persa médio: hiyōn ou, em pálavi: xiyōn; em avéstico: xiiaona; em sogdiano: xwn) foram um povo nómada que foi proeminente na Transoxiana sobretudo entre os séculos IV e VI.
Aparentemente, os quionitas são também os povos hunos da Índia medieval e possivelmente também os hunos da Antiguidade Tardia europeia. Não é claro que os quionitas estivesse ligados ao povo a que os chineses antigos chamavam xuniu (獯鬻, hünyü, Wade–Giles: hsünyü), xianium (猃狁, Wade–Giles: hsien-yün) e xiongnu (獯鬻, hsiung-nu). Há autores que usam os termos hunos, hunas e xiongnu como sinónimos, a questão é controversa.

## História

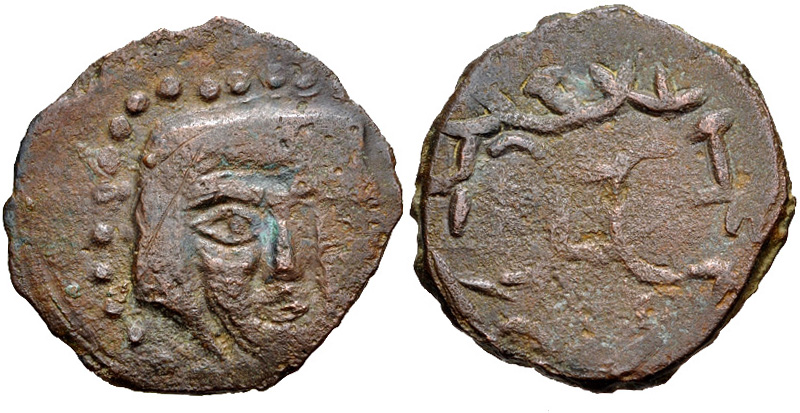
Moeda do reino quionita de Chache (atual Tasquente). A região da atual capital do Usbequistão foi governada por uma dinastia quionita entre os séculos IV e VI.

As menções mais antigas aos quionitas são do historiador romano Amiano Marcelino, que esteve na Báctria em 356–357, e relatou que os quionitas (Chionitæ) viviam com os cuchanas. Segundo ele, tinham vivido previamente na Transoxiana e depois foram para a Báctria, onde se tornaram vassalos dos cuchanas, por quem foram influenciados culturalmente, adotando a língua bactriana. Atacaram o Império Sassânida, mas depois, serviram como mercenários no exército sassânida sob o comando dum chefe chamado Grumbates.
Aparentemente os quionitas estavam divididos em dois subgrupos principais, os quais eram conhecidos nas línguas iranianas com etnónimos como karmir xyon e spet xyon. Os prefixos karmir ("vermelho") e spet ("branco") provavelmente referem-se à tradições centro-asiáticas nas quais certas cores representavam pontos cardeais. Os karmir xyon aparecem nas fontes europeias como kermichiones ou "hunos vermelhos e alguns estudiosos identificam-nos com os quedaritas e/ou os alconitas. Os spet xyon ou "hunos brancos" parecem ter sido conhecidos na Índia com nome cognato sveta-huna e são frequentemente identificados, ainda que de forma controversa, com os heftalitas.

## Origens e cultura
A cultura original dos quionitas e a sua urheimat (origem geográfica da sua língua), bem como a sua composição étnica, são difíceis de determinar. O académico britânico Carlile Aylmer Macartney (1895–1978) enfatizou as diferenças entre os quionitas, os hunos que invadiram a Europa no século IV e os turcos, sugerindo que o nome Chyon era originalmente aplicado a um povo não relacionado com os hunos mas depois passou a ser também aplicado aos hunos devido a semelhança fonética. Os Chyon que surgiram no século IV nas estepes na fronteira noroeste da Pérsia eram provavelmente um ramo dos hunos que pouco depois apareceram na Europa. Os hunos parecem ter atacado e conquistado os alanos c. 360, que então viviam entre os montes Urais e o rio Volga e a primeira menção aos Chyon é de 356.